# Энь Шао
Энь Шао (кит. упр. 邵恩, пиньинь Shào Ēn; род. 3 октября 1954, Тяньцзинь) — китайский дирижёр.
С четырёхлетнего возраста начал учиться игре на фортепиано, годом позже — также игре на скрипке. Окончил Пекинскую консерваторию, работал вторым дирижёром Симфонического оркестра Китайского радио. В 1988 г. дебютировал в Европе. В 1989 г. выиграл международный дирижёрский конкурс Венгерского телевидения. В 1992—1995 гг. возглавлял Ольстерский оркестр, в 1996—2002 гг. Гилдфордский филармонический оркестр. С 2002 г. руководит Симфоническим оркестром Макао. В сезоне 2006/2007 гг. был главным дирижёром Национального симфонического оркестра Китая. С 2006 г. возглавил также Симфонический оркестр Словенского радио и телевидения, а с 2007 г. ещё и Тайбэйский китайский оркестр (состоящий из китайских традиционных инструментов).
Среди записей Энь Шо — альбом с произведениями Йоуна Лейфса (с Исландским симфоническим оркестром).